# Jun Suzuki
Jun Suzuki (鈴木 淳, Suzuki Jun) (Miyagi, 17 de agosto de 1961), é um treinador e ex-futebolista japonês que atuava como meio campo. Atualmente, dirige o JEF Chiba .